# Albi
Albi là tỉnh lỵ của tỉnh Tarn, thuộc vùng Occitanie của nước Pháp, có dân số là 47.800 người (thời điểm 2005).

## Những người con của thành phố
- Cédric Coutouly, vận động viên đua xe đạp
- Gérard Onesta, chính trị gia, từ 1999 là phó Chủ tịch Quốc hội châu Âu
- Toulouse-Lautrec, họa sĩ
- Jean-François de Galaup de La Pérouse, (1741 - 1788), nhà hàng hải, đi thuyền buồm vòng quanh thế giới, nhà địa lý học. Trong thành phố Albi có một trường trung học (lycée) mang tên ông.